# Санграмапіда II
Санграмапіда II (*гінді संग्रामपीड २, д/н — 832) — самраат Кашмірської держави в 825—832 роках.

## Життєпис
Походив з династії Каркота. Син самраата Джаяпіди і Кальянадеві (можливо, з династії Пала). Спадкував зведеному братові Лалітапіді 825 року.
Відомостей про нього обмаль. Відомий також як Прітхів'япіда II. Припускають, що відбувалися якісь внутрішні події, що змусили самраата змінити ім'я. Панував 7 років. Помер 832 року. Йому спадкував небіж Чіппатаджаяпіда.